# 邵宇
邵宇（1919年—1992年6月），曾用名邵蔚、邵进德，男，辽宁东沟人，中国近现代速写画家，中国第二代水彩画家，出版家和诗人。曾当选第三届全国人大代表，第五、六、七届全国政协委员。人民美术出版社编审委员会主任、教授。
代表作品有《选举》、《早读》等。徐悲鸿先生的称赞其连环诗画《土地》“简约、紧凑、扼要而极具力量”，并且称其所创作的连环画画风用来描写中国社会非常适合。

## 生平
邵宇是辽宁省东沟县（今东港市）孤山镇人，出生于辽宁省东港市的刘家屯，儿时痴迷于画画。1934年曾在沈阳美专、北平美专学习。
1936年参加民族解放先锋队。1938年在茅盾主编的《文艺阵地》上发表《会议》等素描作品。并在《力报》、《申报》上发表木刻《无妻之夫》、《无母之儿》等。
同年，加入中国共产党。长沙大撤退前夕，邵宇被共产党派到衡阳。邵宇在这里结识了未来的夫人沈尹。
1939年参加新四军，历任新四军歌舞团团长，苏中《江海报》社总编辑，苏中新华社社长。皖南事变后被囚于上饶集中营，后越狱回到革命根据地，在《苏中报》报社工作。
1945年，日本投降之后，《苏中报》为邵宇和沈尹举办了别致的婚礼。
同年11月，邵宇被分配到沈阳《东北日报》社任记者和通讯采访部长。
1946年冬，赴黑龙江省东安地区参加土地改革运动。
全国解放后，邵宇任新闻摄影局副秘书长兼美术创作室主任。
1950年，参与主持筹建人民美术出版社工作。

1951年冬，他奔赴抗美援朝前线，创作了一系列战地素描如《上饶集中营》、《千山万水》等优秀作品。
1952年，邵宇任人民美术出版社总编辑兼副社长。
自1955年起邵宇先后任《人民画报》总编辑，《人民日报》美术组组长。
1977年，中共中央组织部任命邵宇为人民美术出版社社长、总编辑，后任中国美术家协会常务理事、书记处书记。
1984年兼任《中国美术全集》编辑出版委员会主任，主持《中国美术全集》编辑出版工作。
1988年，任《中国美术分类全集》总编辑。
1990年起任第三届中国书法家协会主席、党组书记，于1992年任内去世。